# 1040 w polityce

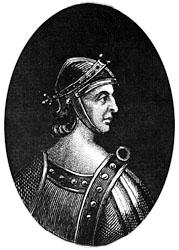
Harold I Zajęcza Stopa, król Anglii

Wydarzenia polityczne w 1040 roku.

## Wydarzenia
- 14 sierpnia Duncan I ginie w bitwie z Macbethem, który objął tron Szkocji[1].

## Zmarli
- 17 marca Harold I Zajęcza Stopa, król Anglii[2].